# Erechim Airport
Erechim Airport (portugisiska: Aeroporto de Erechim) är en flygplats i Brasilien.   Den ligger i kommunen Erechim och delstaten Rio Grande do Sul, i den södra delen av landet, 1 400 km söder om huvudstaden Brasília. Erechim Airport ligger 762 meter över havet.
Terrängen runt Erechim Airport är platt åt sydost, men åt nordväst är den kuperad. Närmaste större samhälle är Erechim, 3,1 km norr om Erechim Airport.
Trakten runt Erechim Airport består till största delen av jordbruksmark. Runt Erechim Airport är det glesbefolkat, med 12 invånare per kvadratkilometer.